# 科尔切斯特
科尔切斯特（英語：Colchester），英國英格兰東部地區埃塞克斯郡的鎮，2001年人口104,390人，此後人口急速增長，到2009年估計人口達181,000人。它是英国有历史记载最古老的城镇和市场。
科尔切斯特在伦敦东北，距离伦敦90公里。艾塞克斯大学坐落在此。高車士打聯足球會的主場位於鎮的北部。
英國陸軍駐軍
- 高車士打屯駐地
- 英國陸軍第16空中突擊旅
- 傘兵軍團

## 友好城市
- 德国韦茨拉尔 1969年
- 法國亞維農 1972年
- 義大利伊莫拉 1997年